# Fasslia hampsoni
Fasslia hampsoni är en fjärilsart som beskrevs av Paul Dognin 1911. Fasslia hampsoni ingår i släktet Fasslia och familjen björnspinnare. Inga underarter finns listade i Catalogue of Life.